# Barrio fino
Barrio fino è il terzo album studio del rapper di reggaeton Daddy Yankee. Contiene le hit King Daddy, Gasolina, No me dejes solo e Lo que pasó, pasó.
Il disco ha visto la partecipazione di Wisin & Yandel, Andy Montañez, Zion & Lennox, tra gli altri, ed è stato prodotto da Luny Tunes, DJ Nelson, Monserrate & DJ Urba, Fido, Eliel, Nely, Echo e Diesel.

## Tracce
| #  | Titolo                                      | Produttore/i               | Durata |
| -- | ------------------------------------------- | -------------------------- | ------ |
| 01 | Intro                                       |                            | 1:19   |
| 02 | King Daddy                                  | Luny Tunes                 | 2:31   |
| 03 | Dale caliente (featuring Glory)             | Fido, Monserrate & DJ Urba | 3:15   |
| 04 | No me dejes solo (featuring Wisin & Yandel) | Fido, Monserrate & DJ Urba | 2:50   |
| 05 | Gasolina                                    | Luny Tunes                 | 3:12   |
| 06 | Like You                                    | Luny Tunes                 | 3:22   |
| 07 | El muro                                     | Monserrate & DJ Urba       | 2:59   |
| 08 | Lo que pasó, pasó                           | Luny Tunes & Eliel         | 3:30   |
| 09 | Tu príncipe (featuring Zion & Lennox)       | Luny Tunes                 | 3:25   |
| 10 | Cuéntame                                    | Luny Tunes, Eliel & Naldo  | 2:35   |
| 11 | Santifica tus escapularios                  | Luny Tunes                 | 3:19   |
| 12 | Sabor a melao (featuring Andy Montañez)     | DJ Nelson                  | 3:43   |
| 13 | El empuje                                   | Monserrate & DJ Urba       | 3:23   |
| 14 | ¿Qué vas a hacer? (featuring May-Be)        | Fido                       | 3:19   |
| 15 | Salud y vida                                | Echo                       | 3:26   |
| 16 | Intermedio 'Gavilan'                        |                            | 1:12   |
| 17 | Corazones                                   | Echo & Diesel              | 3:29   |
| 18 | Golpe de estado (featuring Tommy Viera)     | Luny Tunes & Nely          | 3:06   |
| 19 | 2 mujeres                                   | Luny Tunes                 | 3:09   |
| 20 | Saber su nombre                             | Luny Tunes                 | 3:38   |
| 21 | Outro                                       |                            | 3:10   |
| 22 | Sabor a melao (Salsa Remix)                 | DJ Nelson                  | 3:39   |
| 23 | Lo que pasó, pasó (Bachata Remix)           | Luny Tunes & Eliel         | 3:47   |

## Classifiche
| Classifica (2005-06) | Posizione massima |
| -------------------- | ----------------- |
| Argentina            | 15                |
| Austria              | 51                |
| Cile                 | 10                |
| Francia              | 67                |
| Italia               | 46                |
| Messico              | 8                 |
| Portogallo           | 26                |
| Repubblica Ceca      | 57                |
| Spagna               | 26                |
| Stati Uniti          | 26                |
| Svizzera             | 22                |